# Romestaing
Romestaing település Franciaországban, Lot-et-Garonne megyében. Lakosainak száma 158 fő (2022. január 1.). Romestaing Cocumont, Ruffiac, Cours-les-Bains, Grignols, Argenton és Guérin községekkel határos.

## Népesség
A település népessége az elmúlt években az alábbi módon változott:
| Lakosok száma | 256  | 193  | 188  | 184  | 158  | 168  | 166  | 161  | 159  | 158  |
|               | 1968 | 1982 | 1990 | 2006 | 2013 | 2015 | 2017 | 2019 | 2020 | 2022 |